# Pogonosoma albopilosum
Pogonosoma albopilosum är en tvåvingeart som beskrevs av de Meijere 1913. Pogonosoma albopilosum ingår i släktet Pogonosoma och familjen rovflugor. Inga underarter finns listade i Catalogue of Life.